# Juan Jorge Gangoso Gil
Juan Jorge Gangoso Gil, més conegut com a Fano (Valladolid, 12 d'octubre de 1972) és un exfutbolista castellanolleonès, que jugà de defensa.
Va jugar un partit en primera divisió a la campanya 94/95, a les files del Reial Valladolid. La resta de la seua carrera va transcórrer en equips de Segona B i Tercera, com l'Íscar.